# 芽胞

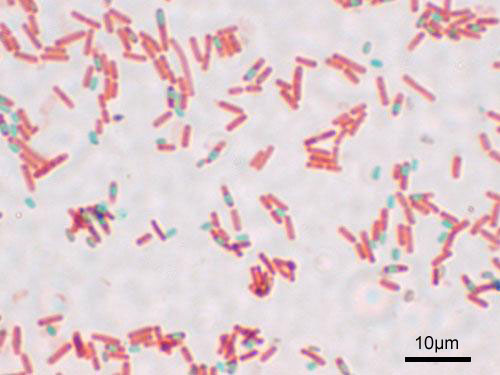
枯草菌の芽胞（芽胞染色法により染色されたもの。菌体緑色の部分が芽胞）

芽胞（がほう、endospore）とは、一部の細菌が形づくる、極めて耐久性の高い細胞構造。胞子膜、皮層、芯部からなり、胞子膜の外側に外皮を持つものもある。芯部には、DNA、リボソーム、酵素、低分子化合物などが含まれており、半結晶状態になっている。以前は、（細菌の）胞子（ほうし、spore）、内生胞子（ないせいほうし、endospore）とも呼ばれていたが、真菌やシダ植物の胞子とは役割が異なるため、それらと区別するために、芽胞という名称で呼ばれるようになった。
芽胞を作る細菌は限られており、有芽胞菌あるいは芽胞形成菌として、細菌を分類する上での指標の一つにされている。有芽胞菌の中にはアンフィバシラス属、バシラス属、クロストリジウム属、スポロサルシナ属などが存在する。このうち、バシラス属とクロストリジウム属が、病原性や微生物の有効利用などの面から、ヒトに対する関わりが深く、代表的な有芽胞菌として取り上げられることが多い。
芽胞を作る能力を持った細菌が、栄養や温度などの環境が悪い状態に置かれたり、その細菌に対して毒性を示す化合物と接触したりすると、細菌細胞内部に芽胞が形成される。このとき、細菌の遺伝子が複製されてその片方は芽胞の中に分配される。芽胞は極めて高い耐久性を持っており、さらに環境が悪化して通常の細菌が死滅する状況に陥っても生き残ることが可能である。しかし、芽胞の状態では細菌は新たに分裂することはできず、その代謝も限られている。このため芽胞は耐久型、休眠型と呼ばれることがある。
生き残った芽胞が、再びその細菌の増殖に適した環境に置かれる、または、ヒート・ショックのような熱等のストレス条件下にさらされると、芽胞は発芽して、通常の増殖・代謝能を有する菌体が作られる。この通常の菌体を芽胞と対比して、栄養型、増殖型と呼ぶことがある。

## 芽胞の耐久性
芽胞は通常の細菌と比べて極めて高温に強く、100℃での煮沸によっても完全に不活化することが出来ない。芽胞を高温で完全に不活化するには、オートクレーブ処理（約2気圧の飽和水蒸気中で121℃15分以上）、乾熱処理（180℃30分あるいは160℃1時間以上）などの処理が必要。芽胞を完全に不活化することが可能な条件で、器具や培養液などを処理することを滅菌と呼び、医療器具の扱いや、微生物学や生化学の実験、食品科学などの分野で重要である。滅菌の技術が発達する以前には、処理後に芽胞が発芽するのを待ってもう一度処理を行う間歇（間欠）滅菌法による滅菌が行われていたが、滅菌に失敗することもあり、芽胞による汚染（コンタミネーション）が問題になることが多く見られた。
また高温以外にも、消毒薬などの化学物質にも耐久性を示す。
一般的な消毒薬では次亜塩素酸ナトリウムがやや有効な程度で、塩化ベンザルコニウム(オスバン液)、アルコール類等では不活化する事が非常に困難であり、確実に不活化するには最も強い消毒薬であるグルタラールを長時間接触させる、または、過酢酸であれば短時間接触させる必要がある。
他に、エックス線にも高い耐久性を示す。

## 滅菌法
芽胞を不活化するには、上に挙げた熱による方法の他、エチレンオキシドやホルマリンによるガス滅菌、メンブランフィルターを用いた濾過滅菌、ガンマ線滅菌などが有効である。また芽胞に特化した滅菌方法として間欠滅菌と呼ばれる方法がある。間欠滅菌とは、材料を一旦煮沸したあと一晩室温で放置し、再び煮沸する作業を3回繰り返すもので、室温で放置している間に芽胞が発芽して栄養型になることを利用した、手間のかかる方法である。

## 芽胞を作る代表的な細菌
- バシラス（バチルス）属（好気性または通性嫌気性の有芽胞グラム陽性桿菌）
  - 炭疽菌:炭疽の病原菌
  - セレウス菌:食中毒起因菌の一つ
  - 枯草菌:枯れ草などにつく非病原性細菌。遺伝子研究の材料に用いられる
  - 納豆菌:枯草菌の変種とされることもある。納豆の製造に用いられる
  - 卒倒病菌:カイコなどのチョウ目の昆虫の幼虫の消化管内でBT毒素を産生し、卒倒病を起こす
- クロストリジウム属（偏性嫌気性の有芽胞グラム陽性桿菌）
  - 破傷風菌:破傷風の病原菌
  - ボツリヌス菌:食中毒起因菌の一つ。食品中でボツリヌス毒素を産生し、毒素型食中毒を起こす
  - ウェルシュ菌:ヒト腸内に常在する菌の一種。食中毒やガス壊疽の原因になることがある

## 関連する事項
- 細菌の芽胞を視覚的に鑑別するための簡便な方法としてWirtzの芽胞染色法がある。芽胞染色ではマラカイトグリーンにより芽胞は緑色に、その他の部位はサフラニンなど赤系色素でピンク色に染まる（上の写真参照）。
- 納豆を製造するときには稲藁を煮沸消毒するが、これは煮沸によって稲に付いている他の細菌を殺し、納豆菌の芽胞だけを生き残らせて利用するためのものである。